# Meervleermuis
De meervleermuis (Myotis dasycneme) is een vleermuis uit de familie der gladneuzen (Vespertilionidae).

## Beschrijving
De meervleermuis is een middelgrote vleermuis. Hij wordt 55 tot 67 millimeter lang, met een staart van 46 tot 51 millimeter. Hij heeft een spanwijdte van 20 tot 32 cm, en weegt 14 tot 20 gram. Hij heeft een lange dichte bruinige vacht. De bovenzijde is bruin tot grijsbruin met een zijdeglans, en de onderzijde is wittig tot gelig grijs. Er is een duidelijke grens tussen beide zijden. De oren en lange, brede vleugels zijn grijsbruin van kleur. De snuit is kort en roodachtig bruin.

## Voedsel en gedrag
De meervleermuis is een echt nachtdier, die in de late avond en vroege ochtend tevoorschijn komt om te jagen. Ze jagen op vliegende insecten in de vlucht vlak boven open water. Ook vochtige weilanden en bosranden worden regelmatig bezocht, vooral in het voorjaar en tijdens winderig weer. Met een snelheid van 30 tot 35 km per uur vliegt hij laag (5 tot 10 centimeter) over het water, waar hij soms ook insecten vanaf pikt. Met name vedermuggen staan bij hem op het menu, maar ook gewone muggen en motten. De meervleermuis kan 20 jaar oud worden.
De paartijd begint vanaf eind juli, en duurt vaak tot in het winterverblijf. In april trekken de vrouwtjes naar de kraamkolonies. Een kolonie bestaat uit honderden vrouwtjes terwijl eromheen kleinere satellietvestigingen zijn. Tussen deze plaatsen vindt regelmatig verkeer plaats. De mannetjes leven in kleinere groepen die rond de kraamkolonies een plek hebben. Eind mei werpt het vrouwtje een jong. Jonge dieren zijn donkerder gekleurd dan de volwassen dieren. De kraamkolonies worden in eind juli door volwassen vrouwtjes verlaten. Jonge meervleermuizen verlaten de kraamkolonies iets later, rond eind augustus. Vrouwtjes zijn na twee jaar geslachtsrijp.

## Verspreiding en leefgebied
De meervleermuis heeft een voorkeur voor waterrijk laagland, in de buurt van open stilstaand water en weilanden zoals in veenweidegebieden. 's Winters worden ze ook in bergen gevonden, meestal tot 300 meter hoogte. Hij komt voor in Centraal-Europa, van de Benelux tot de Jenisej in Rusland. De zuidgrens loopt in Europa door Noord-Frankrijk, Zuid-Duitsland, Polen, Slowakije en Oekraïne. De noordgrens ligt in Zuid-Zweden. Ook is de soort in Mantsjoerije aangetroffen. Het is een van de zeldzaamste vleermuissoorten van Europa, waarvan 5 tot 10% van de totale populatie ten minste een deel van het jaar in Nederland verblijft. In dat land zijn 45 kolonies bekend en hun aantal wordt er anno 2013 op meer dan 15.000 geschat. De zeldzame soort komt onder meer voor in het natuurgebied het Reevediep bij Kampen.
Kraamkolonies zijn vaak te vinden in gebouwen, in spouwen en op zolders. In een kraamkolonie bevinden zich 40 tot 750 vrouwtjes. Mannetjes verblijven er in de buurt in kleine groepjes. In Waddinxveen heeft de Vereniging Natuurmonumenten een bedrijfsgebouw aangekocht om een grote kraamkolonie die daar gevestigd is optimaal te kunnen beschermen. In 2020 werd een kolonie van 70 dieren aangetroffen in een spouwmuur van een flatblok in de hoge Kampen in Zuidwijk in Rotterdam. De dieren trekken wel 200 à 300 km tussen zomer- en winterverblijf. Vanaf eind juli betrekken de vleermuizen hun winterverblijf in koele grotten, forten, kelders bunkers of mijnen in onder andere Limburg, België en Duitsland. De winter brengen ze alleen of in een kleine groep door, geklemd in een spleet of vrijhangend. Midden-maart, april verlaten ze hun winterverblijf weer.